# Piedratajada
Piedratajada (aragonesisch: Piedratallada oder Pietallada) ist ein Ort und eine Gemeinde in der Provinz Saragossa in der Autonomen Region Aragón in Spanien. 2024 hatte die Gemeinde 97 Einwohner. Von 1842 bis 1998 war die heute eigenständige Kommune Marracos Teil der Gemeinde.

## Lage
Piedratajada liegt etwa 70 Kilometer nördlich im Pyrenäenvorland in den Montes de Zuera bzw. den Montes de Castejón in einer Höhe von 425 m. Der Río Gállego begrenzt die Gemeinde im Osten.

## Bevölkerungsentwicklung
Demographische Daten für Piedratajada von 1970 bis 2021:
| 1970 | 1981 | 1991 | 2001 | 2011 | 2021 |
| ---- | ---- | ---- | ---- | ---- | ---- |
| 533  | 315  | 231  | 151  | 133  | 93   |

## Sehenswürdigkeiten
- Kirche San Sebastián (Iglesia de San Sebastián)

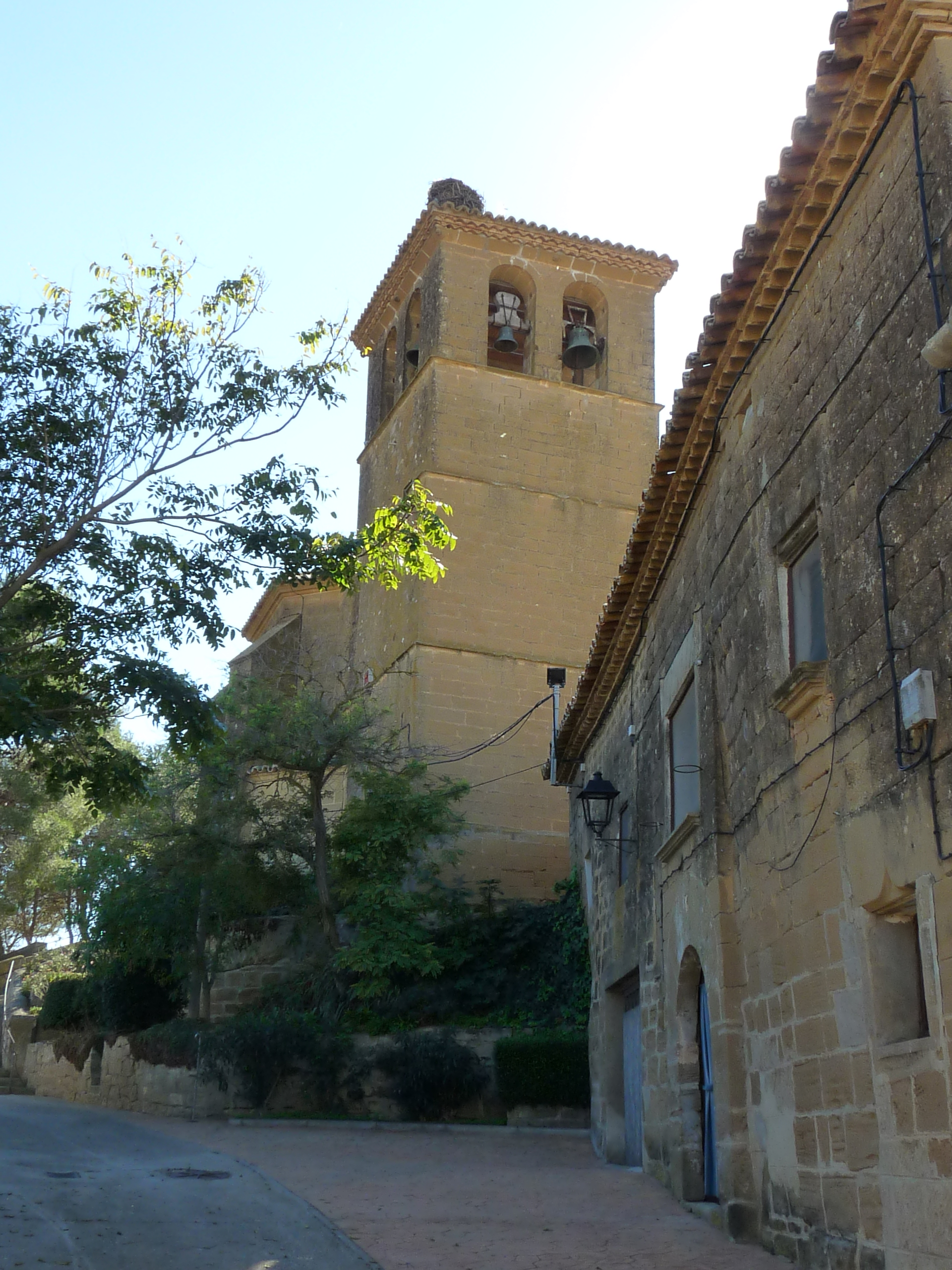
Kirche San Sebastián
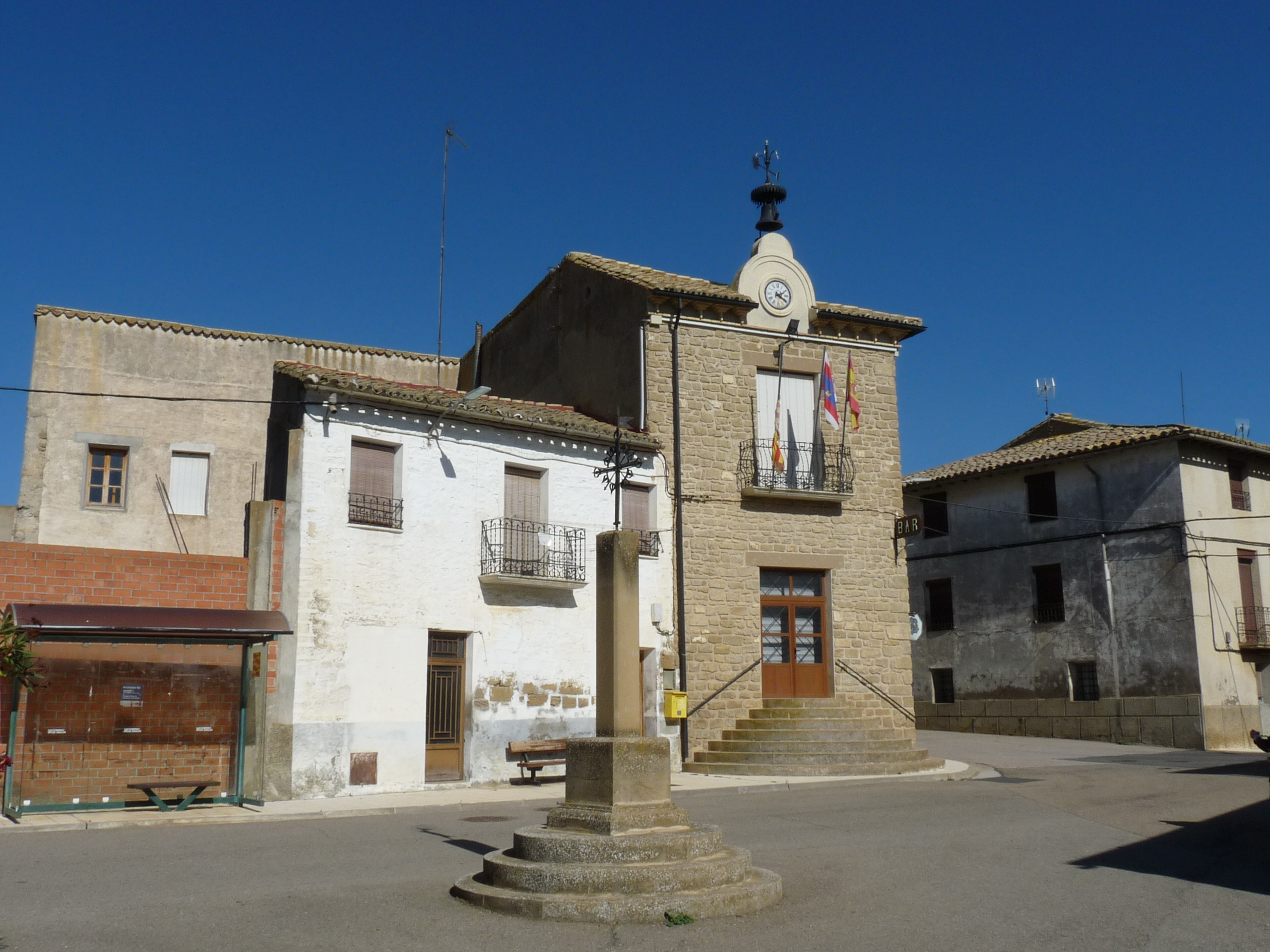
Rathaus